# Pia, Pyrénées-Orientales
Pia (tiếng Catalunya: Pià) là một xã ở tỉnh Pyrénées-Orientales trong vùng Occitanie, phía nam nước Pháp. Xã này có diện tích 13,18 km2, nằm ở khu vực có độ cao trung bình 27 mét trên mực nước biển.